# Barbara Levick
Barbara Mary Levick (Londen, 21 juni 1931 – 6 december 2023) was een Britse oudhistorica.

## Biografie
Levick werd geboren als de dochter van Frank Thomas Levick en Mary Smart. Ze genoot haar opleiding aan het St Hugh's College van de Universiteit van Oxford. Levick was vanaf 1959 tot aan haar emeritaat een fellow op St Hilda's College (Universiteit van Oxford).
Levick werd vooral bekend door haar talrijke biografieën over Romeinse keizers en veroveraars. Zij overleed op 92-jarige leefijd in december 2023.

## Referentie
- E. Sleeman, The International Who's Who of Women 2002. Women: A biographical reference guide to the most eminent and distinguished women in the world, Londen, 20013, p. 329. ISBN 1857431227

- Bibsys: 90234589
- Biblioteca Nacional de España: XX858006
- Bibliothèque nationale de France: cb12183549q (data)
- Catàleg d'autoritats de noms i títols de Catalunya: 981058513148706706
- CiNii: DA00803741
- Gemeinsame Normdatei: 133010473
- International Standard Name Identifier: 0000 0001 1697 6874
- Library of Congress Control Number: n85006919
- Bibliotheek van het Japanse parlement: 001360568
- Nationale Bibliotheek van Tsjechië: mub2016902876
- Nationale bibliotheek van Australië: 35669674
- Nationale Bibliotheek van Israël: 987007264440505171
- Nationale en Universitaire bibliotheek Zagreb: 000402038
- Nederlandse Thesaurus van Auteursnamen: 073571679
- Réseau des bibliothèques de Suisse occidentale: 02-A003516802
- Istituto Centrale per il Catalogo Unico: CFIV072372
- Système universitaire de documentation: 030417767
- Trove: 1035155
- Virtual International Authority File: 108553641
- WorldCat: E39PBJgRVBMCGm7CJvmD449hpP